# 1965 (numero)
Millenovecentosessantacinque (1965) è il numero naturale dopo il 1964 e prima del 1966.

## Proprietà matematiche
- È un numero dispari.
- È un numero composto da 8 divisori: 1, 3, 5, 15, 131, 393, 655, 1965. Poiché la somma dei suoi divisori (escluso il numero stesso) è 1203 < 1965, è un numero difettivo.
- È un numero sfenico.
- È un numero nontotiente in quanto dispari e diverso da 1.
- È un numero palindromo nel sistema posizionale a base 4 (132231).
- È un numero fortunato.
- È un numero congruente.
- È un numero intero privo di quadrati.
- È un numero malvagio.
- È parte delle terne pitagoriche (1048, 1965, 2227), (1179, 1572, 1965), (1965, 2620, 3275), (1965, 4716, 5109), (1965, 8468, 8693), (1965, 14672, 14803), (1965, 25704, 25779), (1965, 42880, 42925), (1965, 77212, 77237), (1965, 128700, 128715), (1965, 214508, 214517), (1965, 386120, 386125), (1965, 643536, 643539), (1965, 1930612, 1930613).

## Astronomia
- 1965 van de Kamp è un asteroide della fascia principale del sistema solare.

## Astronautica
- Cosmos 1965 è un satellite artificiale russo.